# Dextans
En el sistema monetario de la antigua Roma, Dextans (del latín dextans, dextantis) es el nombre de una moneda cuyo valor era de las diez dozavas partes del as, lo que suponía diez onzas.
La voz Dextans proviene de la contracción de desextans, un sextante menos que el as completo.